# Comuna de Wielowieś
Wielowieś (polaco: Gmina Wielowieś) é uma gminy (comuna) na Polónia, na voivodia de Santa Cruz e no condado de Gliwicki. A sede do condado é a cidade de Wielowieś.
De acordo com os censos de 2004, a comuna tem 6104 habitantes, com uma densidade 52,40 hab/km².

## Área
Estende-se por uma área de 116,59 km², incluindo:
- área agrícola: 65%
- área florestal: 27%

## Demografia
Dados de 30 de Junho 2004:
|                      | Total   | Total | Mulheres | Mulheres | Homens  | Homens |
| -------------------- | ------- | ----- | -------- | -------- | ------- | ------ |
|                      | pessoas | %     | pessoas  | %        | pessoas | %      |
| População            | 6104    | 100   | 3137     | 51,4     | 2967    | 48,6   |
| Densidade (pop./km²) | 52,4    | 100   | 26,9     | 26,9     | 25,4    | 25,4   |

De acordo com dados de 2002, o rendimento médio per capita ascendia a 1215,05 zł.